# Rubén Aguiar
Rubén Humberto Aguiar, född 21 juli 1956, är en argentinsk friidrottare som tävlade i maraton. Han deltog vid olympiska sommarspelen 1984.
Aguiar blev argentinsk mästare två gånger i maraton (1984 och 1987). Han vann Maratón de Buenos Aires 1984 och Maratón de Mar del Plata 1988.